# Caol

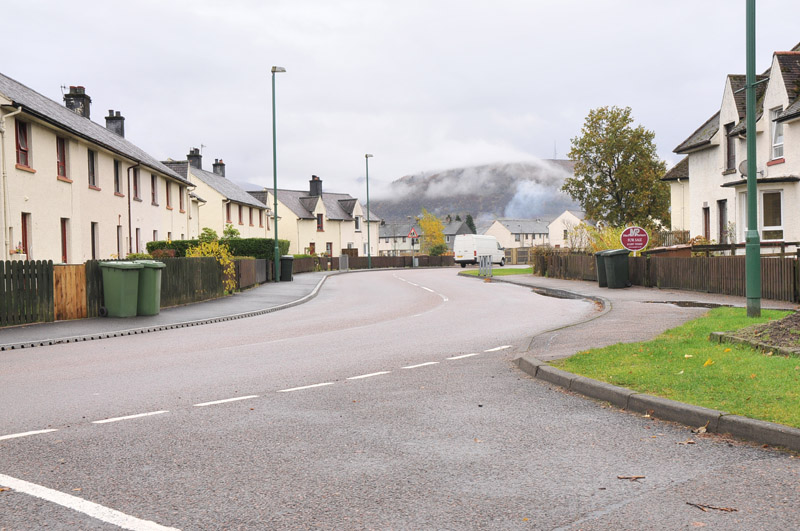
Straße durch Caol

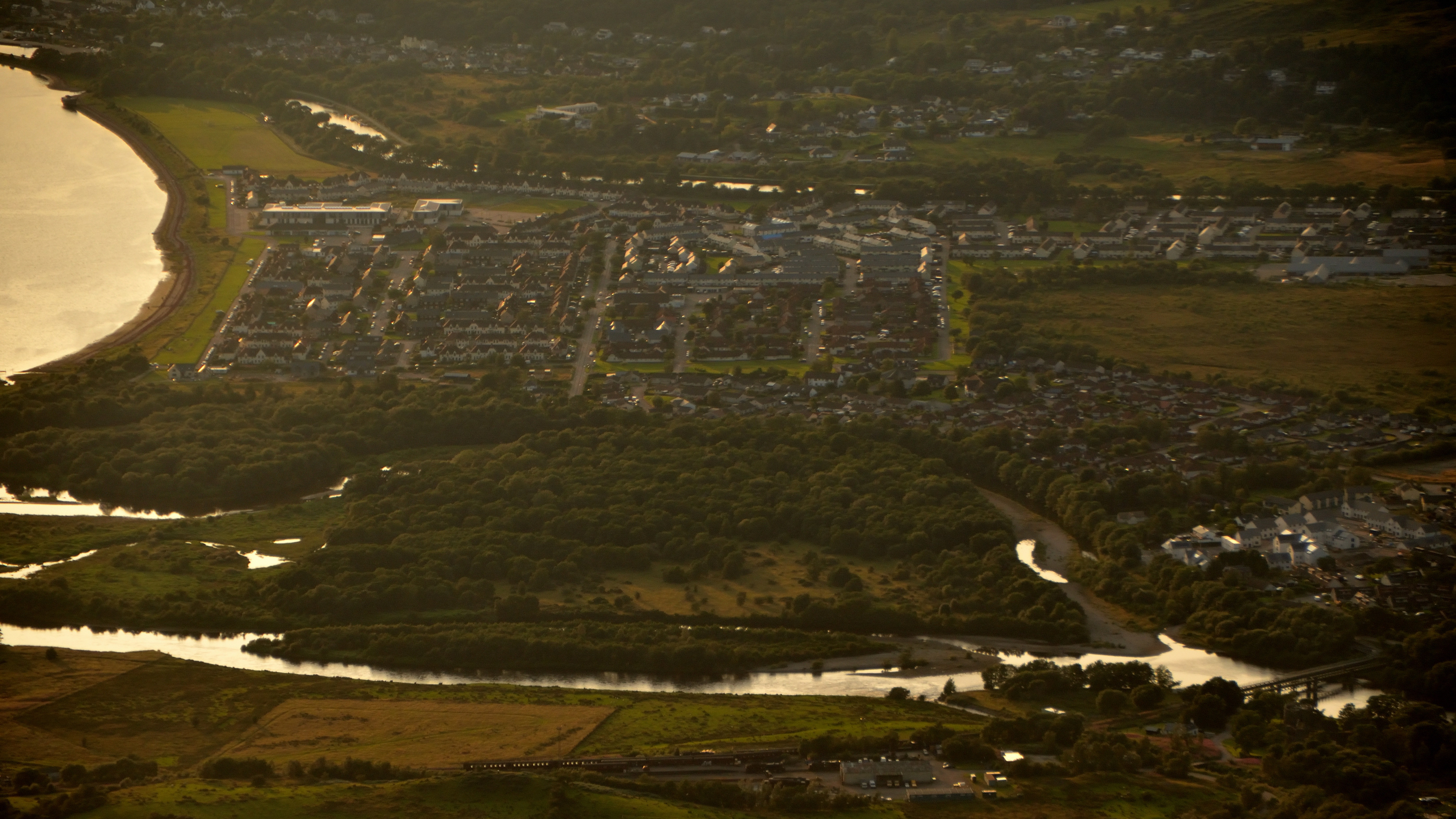
Caol und Lochyside (rechts) im Luftbild

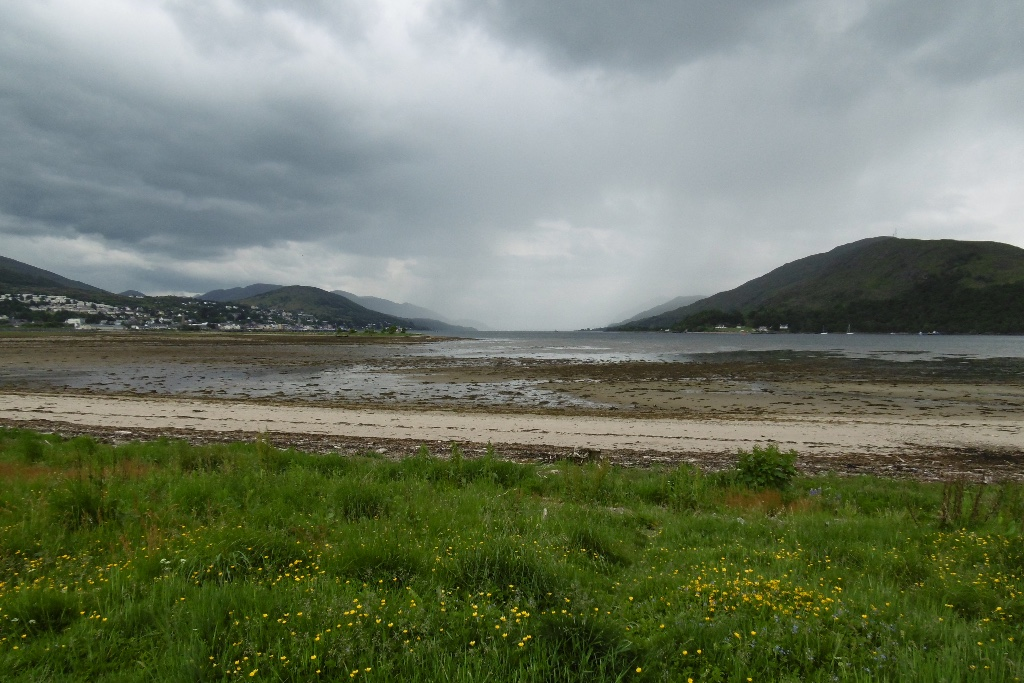
Am Ufer des Sees

Caol ist eine Ortschaft, die südwestlich von Inverness in der Region Highland im Norden von Schottland liegt. Im Rahmen der historischen Gliederung Schottlands in Civil Parishes zählt es zu Kilmallie, das zu Inverness-shire gehörte.

## Geographie
Caol liegt nördlich von Fort William am östlichen Ufer des Loch Linnhe. Im Norden verläuft der Kaledonische Kanal, im Süden und Osten der River Lochy. Hier findet sich angrenzend das deutlich kleinere Lochyside.
Erbaut wurde Caol ab den 1950er Jahren als geplante Siedlung, um Fort William wohnungsmäßig zu entlasten. Zur heutigen Ausstattung gehören eine Bibliothek, mehrere Schulen sowie drei kleinere Kirchengebäude.

## Verkehr
Verkehrstechnisch zu erreichen ist Caol über die von Fort William nach Banavie führende B 8006. Sie bildet die zentrale Achse des Ortes. Am Nordostrand von Caol findet sich der Bahnhof Banavie an der zwischen Glasgow und Mallaig verkehrenden West Highland Line. Entlang des Ufers des Loch Linnhes verläuft der Great Glen Way.